# Zeng Guofan
Zeng Guofan, nato Zeng Zicheng (曾子城T, Zēng ZǐchéngP) (曾國藩T, 曾国藩S, Zēng GuófānP; Xiangxiang, 21 novembre 1811 – Nanchino, 12 marzo 1872), è stato un generale, politico e nobile cinese.
Fu un generalissimo della dinastia Qing, nonché, secondo certe interpretazioni, un signore della guerra.

## Biografia
Zeng nacque nel 1811 a Xiangxiang, nello Hunan, con il nome di Zeng Zicheng (曾子城); era nipote di Zeng Yiping, proprietario terriero agiato conosciuto per le sue ambizioni politiche. Studiò all'Accademia Yuelu, a Changsha, e passò gli esami prefetturali nel 1833 (un anno dopo che li ebbe passati suo padre, Zeng Linshu). L'anno successivo passò gli esami provinciali e nel 1838 quelli metropolitani, ottenendo il decreto jinshi, il più elevato e prestigioso fra quelli concessi a coloro che passavano gli esami.
Il prestigio guadagnato gli permise di entrare all'Accademia Hanlin, dove assunse il nome di Zeng Guofan. Rimase a Pechino a studiare per 13 anni, convertendosi al confucianesimo tradizionale. Qui fu notato e istruito dal mancese Mujangga, capo del Gran Consiglio imperiale, e ben presto scalò i vertici della gerarchia accademica.

### Carriera militare
Uscito dall'Accademia, Zeng divenne capo esaminatore letterario della provincia di Sichuan (1843) e primo vicesegretario del Consiglio dei Riti (1849). Nel 1851 divenne esaminatore militare, ma fu profondamente scosso dalla morte di sua madre e decise di tornare a Xiangxiang per partecipare alle onoranze funebri, che sarebbero durate tre anni. In quel periodo, però, era scoppiata la Rivolta dei Taiping, i quali stavano conquistando numerose porzioni dello Hunan e in particolare stavano impadronendosi delle roccaforti sullo Chiang Jiang.
Per decreto speciale, a Zeng fu ordinato di assistere il governatore provinciale nel formare una milizia in grado di difendere la provincia. Zeng si diede immediatamente da fare e formò rapidamente un esercito di volontari, formando anche una flotta malandata ma determinata: nel 1853 sorgevano così i primi embrioni dell'Armata Xiang, che sarebbe stata la forza armata di Zeng per tutta la sua vita.
I primi scontri videro la sconfitta delle truppe di Zeng, ma alla fine questi riuscì a riorganizzarle e ad avere il sopravvento. La flotta, controllata dai suoi luogotenenti, riuscì a distruggere la flotta taiping e a riconquistare Changsha. Successivamente, Zeng riprese il comando delle proprie forze e riconquistò Wuchang e Hanyang, venendo per questo nominato vicepresidente del Consiglio di Guerra. Le varie vittorie ottenute in quell'anno portarono Zeng ad essere insignito del baturu (un ordine mancese premiante la prodezza militare) e dell'uniforme gialla imperiale.
In sua assenza, i ribelli riuscirono a riprendere Wuchang e a dare alle fiamme la flotta in difesa della città. Zeng fece precipitosamente ritorno e riuscì a scacciare i ribelli, infliggendo loro una pesante sconfitta presso il lago Poyong. Successivamente, l'Armata Xiang penetrò nel Jiangsu e contribuì a cacciare i ribelli dalla regione. Nel 1857, Zeng fu nominato comandante supremo delle armate nello Zhejiang (dove si legò al generale Zuo Zongtang) e assistente del governatore del Fujian.

### La campagna nel Liangjiang
Successivamente, i ribelli vennero respinti ad ovest. Zeng sarebbe partito all'inseguimento, ma venne riassegnato all'Anhui per sconfiggere i taiping nella provincia. Nel 1860 venne nominato viceré del Liangjiang (comprendente le province di Jiangxi, Anhui e Jiangsu) e commissario di guerra imperiale; in questo periodo Zeng ottenne il sostegno del generale Zuo Zongtang e di Li Hongzhang, entrambi a capo di cospicue forze militari; Li, peraltro, era conosciuto per avere riconquistato la città di Suzhou. Assistiti dall'Esercito Sempre Vittorioso del generale britannico Charles George Gordon, i tre (conosciuti come Zeng-Zuo-Li) riuscirono a scacciare i ribelli. Come premio per l'aiuto e la fedeltà dimostrati, Zeng nominò Zuo governatore dello Zhejiang e Li governatore del Jiangsu.
Verso la fine del 1863, Nanchino - quartier generale ribelle - fu posto sotto assedio dall'Armata Xiang, dall'Esercito Sempre Vittorioso e dalle forze di Li Hongzhang secondo uno schema predisposto da Zeng. Nel luglio 1864, finalmente, la città cadde. Zeng emerse come il principale vincitore della repressione della Rivolta dei Taiping e venne nominato Marchese Yiyong di Prima Classe, un altissimo onore militare. L'anno dopo venne anche nominato viceré di Zhili, raggiungendo l'apice del suo potere politico e militare.

### Il tramonto
In quello stesso periodo, la corte imperiale dovette preoccuparsi della Rivolta Nien, strettamente legata a quella Taiping. Zeng venne inviato a Shandong per mettere fine all'insurrezione, ma la missione si concluse con un insuccesso ed il generalissimo venne sollevato dal comando per decreto imperiale e sostituito dal suo ex alleato, Li Hongzhang, che ormai stava divenendo un suo pericoloso rivale politico. Il successo di Li, comparato al fallimento di Zeng, contribuì ad ottenebrare la fama di quest'ultimo.
Ormai malvisto dalla corte, a seguito del Massacro di Tientsin Zeng fu ritenuto incapace di trattare la questione, in quanto si dimostrò troppo acquiescente verso le potenze occidentali. Li Hongzhang fu incaricato di promulgare un ordine imperiale, per il quale lo stesso Li era chiamato a sostituire Zeng come viceré di Zhili, il che segnò il definitivo tramonto di Zeng.
Evitando di scomparire definitivamente dalla scena, ma anche di subire ulteriori umiliazioni, Zeng preferì riappropriarsi del vicereame del Liangjiang, ritirandosi in una sorta di vita privata a Nanchino, dove morì nel 1872.
Suo figlio primogenito, Zeng Jize, ereditò il titolo onorifico di marchese. Quattro anni dopo, sarebbero state pubblicate le sue opere complete.

## Vita privata
Zeng fu uno scrittore prolifico, concentrandosi sulla critica letteraria e sul dialogo scritto con il trono, studiati ancor oggi in Cina. Seppur meno prolifico, fu anche poeta. Nel 1876 vennero pubblicate le sue opere complete in 156 libri, curate da Li Hongzhang, per rendere omaggio - come fu detto allora - ad un uomo di Stato capace, valoroso e incorruttibile.
Zeng si sposò una sola volta nella propria vita, con una donna della famiglia Ouyang, in adolescenza. Da lei ebbe tre figli e cinque figlie, di cui due morirono ancora piccoli.
Nell'Armata Xiang era presente anche suo fratello minore, Zeng Guoquan, che sarebbe divenuto viceré del Liangjiang nel 1884.

## Opinioni su Zeng
La vita di Zeng Guofan è soggetta a due interpretazioni. Da una parte, è ritenuto un uomo che riuscì a sottrarsi dalla corruzione della burocrazia della tarda dinastia Qing, preservando ordine e stabilità in Cina; altri, invece, gli rimproverano i tratti fortemente conservatori, la sanguinosa repressione della Rivolta dei Taiping e la soggezione alle potenze straniere. La critica, sia positiva che negativa, dell'operato di Zeng riprese durante la Rivoluzione culturale, ma a seguito di questa andò rapidamente scemando. Nel 1992, lo scrittore Tao Haoming pubblicò una trilogia intitolata Zeng Guofan, che tratta la sua vita durante e dopo la Rivolta dei Taiping, fornendo una visione del personaggio tendenzialmente positiva.
Fra i principali leader politici cinesi del secolo scorso, sia Mao Zedong che Chiang Kai-shek lodarono grandemente le capacità militari di Zeng.